# Brunn an der Wild
Brunn an der Wild – gmina w Austrii, w kraju związkowym Dolna Austria, w powiecie Horn, w regionie Waldviertel. Według Austriackiego Urzędu Statystycznego liczyła 842 mieszkańców (1 stycznia 2014).